# Abd Al·lah ibn al-Mamun
Abd-Al·lah ibn al-Mamun fou sultà sadita, fill i successor d'al-Mamun ibn Àhmad.
El seu pare al-Mamun, tot i que era homosexual, va estar casat i va tenir fills. Abd-Al·lah, el seu fill gran, era un home jove quan el seu pare fou empresonat el 1602. Al final del 1603 el seu pare fou alliberat i enviat a Fes pel seu germà Abu-Faris Abd-Al·lah ibn Àhmad de Marràqueix; les tropes del seu germà Zaydan ibn Àhmad, que controlava Fes, no van voler lluitar contra ell (que havia governat 23 anys la ciutat com a virrei) i fou aclamat a Fes, d'on va haver de fugir Zaydan ibn Àhmad. D'acord amb la promesa feta, al-Mamun havia de governar com a vassall del seu germà Abu-Faris, però al cap d'un temps es va proclamar sultà i va confiscar riqueses de diversos notables i demanar préstecs als comerciants per formar un exèrcit per conquerir Marràqueix, format per uns tres mil homes, que fou posat sota el comandament del seu fill Abd-Al·lah ibn al-Mamun.
El 1606 Abd-Al·lah va sortir en expedició contra Marràqueix, i va derrotar les forces d'Abu-Faris a Akelmin a la plana de Mardj al-Ramad, i va entrar a Marràqueix (21 de desembre de 1606). Abu-Faris va fugir a Mesfuwa mentres els vencedors saquejaven Marràqueix. Es diu que Abd-Al·lah va abusar de les esposes i favorites d'Àhmad al-Mansur; durant el ramadà (el 1607 el ramadà va caure en gener) va beure vi públicament i va menjar de dia abans de la posta de sol.
Alguns notables van escriure a Zaydan i li van demanar d'anar a Marràqueix. Aquest hi va anar, entrant de nit secretament. El conjurats van iniciar un cop d'estat planejat; el caid governador Aba Allah Araj fou assassinat i Zaydan proclamat. Abd-Al·lah va intentar carregar amb les seves tropes però fou bloquejats per sorpresa per la població civil i derrotats al Jardí de Bakkar (Djanan al-Bakkar) i la resta els soldats, completament desorganitzats, foren massacrats. Entre soldats i partidaris d'al-Mamun i el seu fill, van morir unes 5.500 persones (febrer del 1607). Abd-Al·lah va poder fugir cap a Fes amb alguns soldats.
Sense diners per aixecar un nou exèrcit i no poden demanar més als comerciants, al-Mamun va iniciar la repressió contra alguns notables que li donaven suport als que va acusar falsament i va confiscar les riqueses, i així avançat l'any va poder aixecar un nou exèrcit; també molts ciutadans volien anar a venjar als seus massacrats a Marràqueix i acceptaven anar a l'exèrcit sense paga. Finalment l'exèrcit acabà essent força important i altre cop fou posat sota comandament d'Ab Allah. Zaydan va reunir un exèrcit menor, amb les gents de la ciutat i les de la regió que van ser posats sota comandament del general Mustafà; els dos exèrcits es van trobar el desembre de 1607 a un lloc anomenat Wadi Tefelfelt i la victòria fou per la gent de Fes. 9000 càdavers van quedar sobre el camp. Abd-Al·lah va avançar sobre Marràqueix i la població civil va sortir a combatre sense equipament ni preparació xocant a un lloc anomenat Ras al-Ayn, sent totalment derrotats. Zaydan es va refugiar a les muntanyes inexpugnables a de la regió.
La repressió a Marràqueix va fer fugir centenars de persones que es van concentrar a un lloc alt no gaire llunyà anomenat Gilliz (o Djillez), on el 1608 els notables van proclamar com a sobirà a Mahammad ibn Abd al-Mumin, un home pietós i caritatiu que gaudia de gran prestigi.
No va trigar Abd-Al·lah a atacar Gilliz, però la millor posició dels defensors va provocar una nova derrota del príncep que va haver d'evacuar Marràqueix cap a Fes (24 de gener de 1608). La fugida d'Abd-Al·lah fins a Fes va anar marcada tot el camí per la violació de les noies dels llocs on paraven; va arribar a Fes l'11 de febrer de 1608. Muhàmmad III va entrar a la capital del sud i en comptes de prendre represàlies va donar subvencions a la gent de l'exèrcit d'Abd-Al·lah que havia restat a la ciutat, generositat que va molestar els locals.
Un grup d'aquests descontents va cridar a Zaydan que es va presentar amb els seus lleials a la ciutat i va acampar als seus murs. Muhàmmad III va sortir de la ciutat i va enfrontar al seu rival, però abandonat per la seva gent va haver de fugir cap a Gilliz i Zaydan va recuperar Marràqueix.
Reorganitzats els restes de l'exèrcit Abd-Al·lah va tornar a sortir contra Marràqueix l'abril; l'avanç fou molt lent per raons incertes, potser per les precaucions preses; finalment es va trobar a l'enemic al riu Bu regrag, sent vençut(gener del 1609) i fugint altre cop cap a Fes.
El general Mustafà, al servei de Zaydan, va avançar llavors cap a Fes i va acampar als murs d'aquesta ciutat a Dar es-Sauia. Mentre al-Mamun i el seu germà Abu-Faris s'havien reconciliat i es van reunir (junt amb els seus respectius fills Abd-Al·lah i Abd-al-Màlik) a al-Kasr al-Kabir. El general Mustafà va planejar atacar aquest lloc i fer presoners als quatre. Al-Mamun va poder fugir al darrer moment per mar cap a la península Ibèrica, i Abd-Al·lah i Abu-Faris es van refugiar a l'altiplà de Beni Wartsin.
Llavors Zaydan va anar en persona a la zona, i amb part de l'exèrcit de Mustafà va acampar davant l'altiplà a un lloc anomenat Arwarat; els soldats que estaven amb Abd-Al·lah i Abu-Faris els van abandonar i van haver de fugir cap a Dar Ibn Mekhal on van restar fins que Zaydan va haver de tornar a Marràqueix on havien esclatat disturbis.
Abd-Al·lah i Abu-Faris van reunir la seva gent i van anar cap a Fes que havia estat ocupada per Mustafà; aquest, a l'arribada dels prínceps, va sortir de la ciutat i els va enfrontar però durant la lluita va caure de cavall i va morir i la pèrdua del seu cap va decidir la batalla en contra seva (10 de juliol de 1609). Abd-Al·lah i Abu-Faris van capturar el campament enemic i van entrar en triomf a la ciutat. Al cap de poques setmanes Abd-Al·lah es va assabentar que a la ciutat alguns notables havien organitzat un complot que pretenia eliminar a Abd-Al·lah i nomenar virrei a Abu-Faris; així al mes d'agost del 1609, Abd-Al·lah, amb l'ajut del seu camarlenc Hammu ibn Umar, va escanyar al seu oncle mentre resava.
Al-Mamun mentre havia anar a demanar ajut al rei cristià (en aquest temps el regne de Portugal estava en unió personal amb Castella i Catalunya-Aragó, sent el sobirà Felip II) que aquest només va acceptar a canvi de la cessió de Larraix (Al-Arish). Mentre la ciutat era evacuada i s'esperava el moment de l'entrega, Zaydan de Marràqueix va anunciar que anava en ajut de la ciutat. L'estiu del 1610 Zaydan va marxar amb les seves forces cap a Larraix, però sobtadament va acampar davant de Fes. La gent de la ciutat va retirar el suport a Abd-Al·lah i Zaydan va enviar un herald a anunciar que entraria a la ciutat per recuperar el poder sobirà, però l'herald fou assassinat per un grup de malfactors; Zaydan va declarar a tots els habitants de Fes fora de la llei i va ordenar que fossin massacrats però després es va penedir i va emetre una declaració de gràcia. Els notables van sortir a rebre'l i Zaydan va fer un discurs contra aquests i va estar a punt de fer-ne matar elguns però finalment va desistir i va decidir entrar a Fes com a sobirà; uns vuit mil àrabs al servei del virrei Abd-Al·lah ibn Àhmad se li oposaven, i els àrabs que acompanyaven a Zaydan van desertar i va quedar amb poca gent, però des del punt on era va pensar que l'enemic eren pocs i va atacar; Abd-Al·lah va fugir i els àrabs es van passar llavors a Zaydan que així va entrar l'endemà com a sobirà a la ciutat (24 de setembre de 1610). Zaydan va maltractar als notables i va deixar saquejar la ciutat el que li va fer perdre tot suport. El 29 de setembre Abd-Al·lah va acampar amb les forces que li restaven lleials a Ras Alma. Zaydan va anar a combatre'l però en la lluita va perdre 500 homes i es va retirar fora de Fes cap al campament que tenia a Adkhisan i ja mai més va tornar a Fes.
El delegat d'al-Mamun va entregar formalment la ciutat de Larraix als castellans el 20 de novembre de 1610. Això va provocar una gran reprovació arreu del país. i van esclatar algunes revoltes (1611 i 1612). Abd-Al·lah va sortir de Fes per combatre els rebels i Abd-Al·lah va quedar en aquesta ciutat com a virrei. Els seus auxiliars principals i nucli de l'exèrcit eren els Geraga o Cheraga als quals permetia diversos abusos. Consta aquests abusos es va aixecar (meitat del 1611) Sulayman ibn Muhàmmad al-Sharif al-Sharuni conegut per al-Akra (el Calb) aprofitant un viatge d'Abd-Al·lah a Salé. Fes va quedar en mans dels rebels manats per Sulayman. El príncep va retornar i va tractar de reconciliar a la població amb els cheragues, però la resposta fou "no, no" que en la llengua local era "la, la" i l'any fou conegut com l'any del lala. L'exèrcit del príncep estava acampat a les portes de la ciutat i Sulayman va fer una sortida i el va derrotar (juliol). Els cheragues es van retirar a Khawlan i van preparar un parany; els melalgues van cridar als habitants de Fes en ajut dient que estaven sent atacats pels cheragues i quan Sulayman i els seus van anar a ajudar, van caure en una emboscada a al-Matrab a la rodalia de Fes (24 d'agost de 1611) i van morir 2000 homes, podent-se retirar la resta. Els cheragues van assetjar la ciutat però Sulayman i els seus van fer una nova audaç sortida i van fer presoner a Abd-Al·lah. Quan el van tenir a les seves mans li van atorgar gràcia i el van conduir lliure a la seva residència a la Nova Fes. Així el príncep va governar amb poc poder durant dos anys a Fes en nom del seu pare absent, però amb els afers en mans de Sulayman i altres notables.
El 1613 al-Mamun estava a la província del Fahs combatent alguns rebels; les forces del sultà van ocupar Tetuan de la que va fugir el governador Ahmand ibn al-Naqsis; el muqàddam Abu-l-Làïf el va assassinar al seu campament establert a Fadj al-Faras, prop de Tetuan, el 21 d'agost de 1613. Llavors el va succeir el seu fill Abd-Al·lah ibn al-Mamun (Abd-Al·lah ibn Mahhamad) que tot i la seva dèbil posició es va proclamar sultà. Sulayman li va donar suport i es va mostrar decidit a acompanyar-lo en una expedició per venjar al seu pare, però la població es va reunir a la mesquita i es va decidir que no s'acceptava la decisió de Sulayman i que la gent restava a la ciutat. Així el poder d'Abd-Al·lah va tornar a quedar limitat i la ciutat on els partits van començar a imposar als seus caps i va venir el temps que fou anomenat dels lladres perquè aquests campaven pels seus respectes per la ciutat.
La tardor del 1613 va començar una manca de productes i una pujada de preus. El 1614 la gent moria de fam i en els dos anys següents les barriades van quedar abandonades o en ruïnes. El gener de 1617 Sulayman va fer arrestar i matar quatre oficials militars. Tothom va entendre que això portaria sagnants revenges i es va produir un incontrolable moviment de pànic a les mesquites. El diumenge 12 de febrer de 1617 Sulayman fou assassinat pel xeic al-Marabut al-Lamtuni junt amb el seu pare, uns cosins i sis partidaris. Al-Marabut va agafar les regnes. Un temps després la família de Sulayman va intentar un contracop però en el combat van morir 131 dels seus homes. El xeic va cridar de Zerhun a un cadi pietós anomenat Abd al-Rahman al-Khannud (maig del 1618). Àhmad ibn Umayra, visir d'Abd-Al·lah, assabentat que es pretenia proclamar a aquest home com a sobirà, va anar a trobar-lo i va aconseguir matar-lo.
La situació de la ciutat era dolenta i per la manca d'autoritat les tribus àrabs feien incursions de saqueig i la ciutat estava bloquejada; finalment la població es va dirigir a Abd-Al·lah, li va mostrar el seu sotmetiment, i li va demanar agafar el poder efectiu. Abd-Al·lah es va fer jurar fidelitat i va concedir una amnistia. Només al-Marbut i els seus lamtunes s'oposaven a la situació; Abd-Al·lah li va oferir el perdó però al-Marbut no ho creia; però el visir ibn Umayra va oferir el perdó als lamtunes i una vegada obtingut aquests van abandonar al seu cap. Al-Marbout va fugir a la nit i es va refugiar amb els Beni Hasan però el xeic d'aquests el va entregar a Abd-Al·lah que el va perdonar.
L'estímul del poble, les bones sensacions i potser la casualitat van fer que l'economia es recuperés aviat i la prosperitat va tornar a Fes el 1619. La tranquil·litat i seguretat, i la manca de lluites, ajudaven. Així el sultà va poder enviar la meitat de l'exèrcit a recaptar l'impost i l'altra meitat va anar a assetjar Tetuan on estaven els assassins dels seu pare. El seu nou visir Hammu ibn Umar fou enviat junt amb al-Marbut a una missió a Adjera i allí al-Marbut, creient que complauria a Abd-Al·lah, va assassinar al visir. El sultà va dissimular el seu malestar però el 18 de febrer de 1619 el va fer assassinar. Els lamtuna van haver de pagar una contribució molt alta, que finalment fou reduïda a la meitat.
A mitjan any els habitants de la regió d'al-Hibth van proclamar sultà al germà d'Abd-Al·lah, anomenat Muhàmmad ibn al-Mamun o Mawlay Mahàmmad ibn al-Shaykh (estrictament Mawlay Mahummad ibn Mahammad al-Shaykh, que era el nom d'al-Mamun abans de ser sultà), conegut com a Zeghuda. Abd-Al·lah va marxar a combatre el rebel però fou derrotat i Mahammad va entrar a Fes (juliol del 1619) sent reconegut sultà (conegut com a Mahammad ibn al-Shaykh). Les seves primeres decisions foren executar a alguns partidaris d'Abd-Al·lah i confiscar els seus béns. Abd-Al·lah es va retirar a Meknès i va reorganitzar les seves forces; atacat per Mahammad, aquest fou ara derrotat i Abd-Al·lah va retornar a Fes (12 d'agost de 1619) i a diferència del seu germà va mostrar clemència i va perdonar tothom. Però poc després els enemics del sultà mataven a Ibn Shuayb, un xeic favorable a Abd-Al·lah i va començar una lluita entre dos bàndols, però després de mesos de lluita es va ajustar la pau el 14 de març de 1620.
Aprofitant aquest disturbis Mahammad ibn al-Shaykh tornava a moure la seva gent. Abd-Al·lah el va atacar i el va derrotar a Beth (1620). Mahummad va fugir i va acabar assassinat un temps després pel seu cosí Àhmad ibn Zaydan. Els anys 1621 i 1622 van ser de pau a Fes però periòdicament es produïen fets que fien perdre el suport a Abd-Al·lah com certes confiscacions a les cases de la ciutat fetes pel cadi Mami al-Awdj, que no era castigat, i al qual el sultà cobrava una part del producte (10.000 onces al dia); però el 1623 van tornar les lluites i els opositors a Abd-Al·lah van matar el cadi Abu-l-Qàssim ibn Abi-Nàïm (31 d'agost de 1623) partidari del sultà. A Meknès el xerif Amghar es va revoltar. A Tetuan el muqàddam Muhàmmad al-Naksis va fer el mateix.
Abd-Al·lah va morir poc després de malaltia causada per la seva afició a la beguda, el 1033 de l'hègira (25 d'octubre del 1623 a 14 d'octubre de 1624). El va succeir el seu fill Abd al-Malik ibn Abd-Al·lah.